# David Špiler
David Špiler, slovenski rokometaš reprezentant, * 2. januar 1983, Kranj, Slovenija.
Za slovensko rokometno reprezentanco je nastopil na 30 tekmah in pri tem dosegel 52 golov. Za reprezentanco je med drugim nastopil na Svetovnem prvenstvu v rokometu v Tuniziji 2005 in na Svetovnem prvenstvu v rokometu 2007 v Nemčiji.
S slovensko mladinsko reprezentanco je največje uspehe dosegel z 2. mestom na evropskem in 3. mestom na svetovnem mladinskem rokometnem prvenstvu.
Rokomet je začel trenirati v 6. razredu osnovne šole v Križah pri Tržiču, medtem ko je igre z žogo vzljubil še prej. Za rokometno igro se je navdušil sam, medtem ko je prve informacije o sami igri dobil pri trenerju Andreju Kavčniku.
Iz Tržiča je nadaljeval rokometno pot pri Termu iz Škofje Loke in Preventu iz Slovenj Gradca ter se od tod prebil v največji slovenski rokometni klub Celje Pivovarno Laško. V Celju pretežno igra na poziciji organizatorja igre, medtem ko je prej po navadi igral na poziciji levega krila.